# Richard Matthew Stallman
Richard Matthew Stallman, també conegut per les seves inicials RMS, (Manhattan, Nova York, 16 de març de 1953), és un conegut activista del programari lliure. Les seves obres més importants com a programador inclouen l'editor de text Emacs, el compilador GCC i el depurador GDB, sota el Projecte GNU. Però la seva influència és major en un marc moral, polític i legal pel moviment del programari lliure, com una alternativa al desenvolupament i distribució del programari privatiu. També és l'inventor del concepte Copyleft (tot i que no és ell qui li va posar nom), un mètode per llicenciar el programari perquè sigui sempre de lliure ús i modificació.

## Biografia
L'any 1971, sent un estudiant de primer any de Física a la Universitat Harvard, Stallman es va convertir en un furoner del laboratori d'intel·ligència artificial del MIT. Els anys 80, la cultura furonera que constituïa la vida de Stallman es va començar a difondre amb la comercialització de la indústria del programari.
Explica com abans que arribés la indústria del programari la gent s'intercanviava programes, i el codi font d'aquests. A inicis dels anys 80, la situació va canviar, el programari va començar a ser no redistribuïble (no copiable) i la gent ja no podia intercanviar els seus coneixements informàtics lliurement.
Però les coses van canviar, els altres furoners del laboratori d'IA van fundar la companyia Symbolics, la qual intentava reemplaçar el programari lliure del laboratori pel seu propi programari privatiu. Durant dos anys, des del 1983 al 1985, Stallman va duplicar ell sol els esforços dels programadors de Symbolics per impedir que obtinguessin un monopoli sobre els ordinadors del laboratori. Aleshores, ell era l'últim de la generació dels furoners del laboratori.

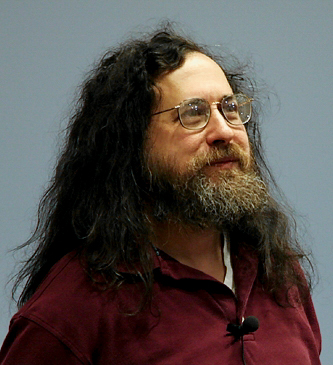
Stallman

Li van demanar que firmés un contracte de no-divulgació i que fes altres accions que ell considerava traïcions als seus principis. El 1985, Stallman va publicar el Manifest GNU, en el qual declarava les seves intencions i motivacions per crear una alternativa lliure al sistema operatiu UNIX, el qual va anomenar GNU (GNU No es Unix), que també vol dir nyu en anglès (d'aquí aquests logotips).
També va fundar l'organització sense ànim de lucre Free Software Foundation per coordinar l'esforç. Es va inventar el projecte copyleft el qual va usar a la llicència GPL el 1989. La majoria del sistema GNU, excepte el kernel es va completar aproximadament en el mateix període. El 1991, Linus Torvalds va alliberar el seu nucli Linux sota les condicions de la GPL, completant un sistema GNU complet i operatiu, el sistema operatiu GNU/Linux.
Les motivacions polítiques i morals de Richard Stallman l'han convertit en una figura molt controvertida. Molts programadors estan d'acord amb el concepte de compartir codi però no estan d'acord amb les postures morals, filosofia personal i el llenguatge que usa Stallman per descriure les seves opinions. Un resultat d'aquestes disputes va conduir l'inici d'una alternativa al programari lliure, el moviment de codi obert (open source, en anglès; al contrari de programari lliure o free software).
Stallman ha rebut molts premis i reconeixements per la seva feina, entre ells una invitació a ser membre a la MacArthur Foundation el 1990, el Grace Hopper Award de l'Association for Computing Machinery el 1991 pel seu treball a l'editor Emacs, un Doctorat Honoris Causa del Royal Institute of Technology de Suècia el 1996, el Pioneer award de l'Electronic Frontier Foundation el 1998, el Yuki Rubinski memorial award el 1999, i el Takeda award el 2001. El 2004 va rebre un Doctorat Honoris Causa atorgat per la Universitat de Salta (Argentina).
Arran de la polèmica sorgida per unes declaracions sobre la implicació del difunt Marvin Minsky en la trama d'abús i tràfic sexual de menors d'edat vinculada a Jeffrey Epstein, com també per diverses declaracions sobre el consentiment sexual de menors en el passat, va dimitir com a president de la FSF i de la seva posició al MIT el setembre de 2019.
El març de 2021, durant la conferència de LibrePlanet, va anunciar per sorpresa que tornava a la junta de la FSF. Aquest fet va provocar el rebuig d'organitzacions com GNOME o Mozilla. Tot seguit, empreses com Red Hat o iniciatives com Outreachy anunciaven que deixarien de finançar o col·laborar amb la fundació si continuava Stallman a la seva junta.

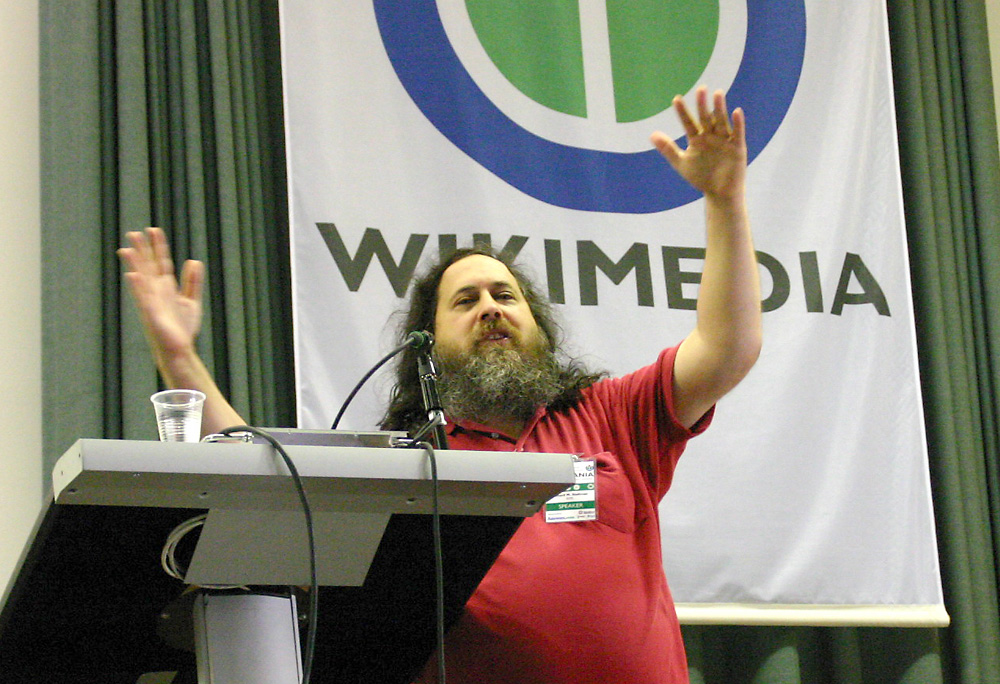
Richard Stallman al Wikimania del 2005.

## Paper dins del moviment GNU
Stallman ha difós la ideologia GNU per tot el món mitjançant xerrades i conferències. Això fa que alguns el reconeguin com un profeta o un gurú.
La seva imatge aparentment descuidada i les seves manies extravagants (no fa servir telèfon mòbil, ja que el podria fer fàcilment localitzable i això afectaria la seva llibertat de moviment, sempre va amb el seu ordinador portàtil amb tan sols programari lliure, porta el seu matalàs allà on vagi, etc.), l'han fet centre de moltes bromes i acudits, i fins i tot ha arribat a aparèixer en tires còmiques.
En les xerrades apareix amb una segona personalitat que correspon a St. IGNUcius of the Church of Emacs («Sant IGNUci de l'Església de l'Emacs»).
El 3 juliol de 2010 va ser convidat a les Jornades de Programari Lliure al Telecentre de Berga, on va apadrinar la inauguració del Carrer del Programari lliure.

## Activisme
Stallman ha escrit molts assaigs sobre la llibertat del programari i ha estat un defensor polític obert del moviment del programari lliure des de principis dels anys noranta. Els discursos que ha pronunciat regularment s'intitulen El projecte GNU i el moviment del programari lliure, Els perills de les patents de programari i Copyright i comunitat a l'era de les xarxes d'ordinadors. Els anys 2006 i 2007, durant la consulta pública de divuit mesos per a la redacció de la versió 3 de la Llicència Pública General de GNU, va afegir un quart tema on explicava els canvis proposats.
La ferma defensa de Stallman pel programari lliure va inspirar la creació del Virtual Richard M. Stallman (vrms), programari que analitza els paquets instal·lats actualment en un sistema Debian GNU/Linux, i informa dels que són de l'arbre no lliure. Stallman no està d'acord amb parts de la definició de programari lliure de Debian.
El 1999, Stallman va demanar el desenvolupament d'una enciclopèdia en línia gratuïta mitjançant la invitació del públic a contribuir amb articles. Finalment, la GNUPedia resultant va ser retirada a favor de l'emergent Viquipèdia, que tenia objectius similars i estava gaudint de més èxit. Stallman va formar part del Consell Assessor de la cadena de televisió llatinoamericana teleSUR des del seu llançament però va dimitir el febrer de 2011, criticant la propaganda pro-Gaddafi durant la Primavera Àrab.

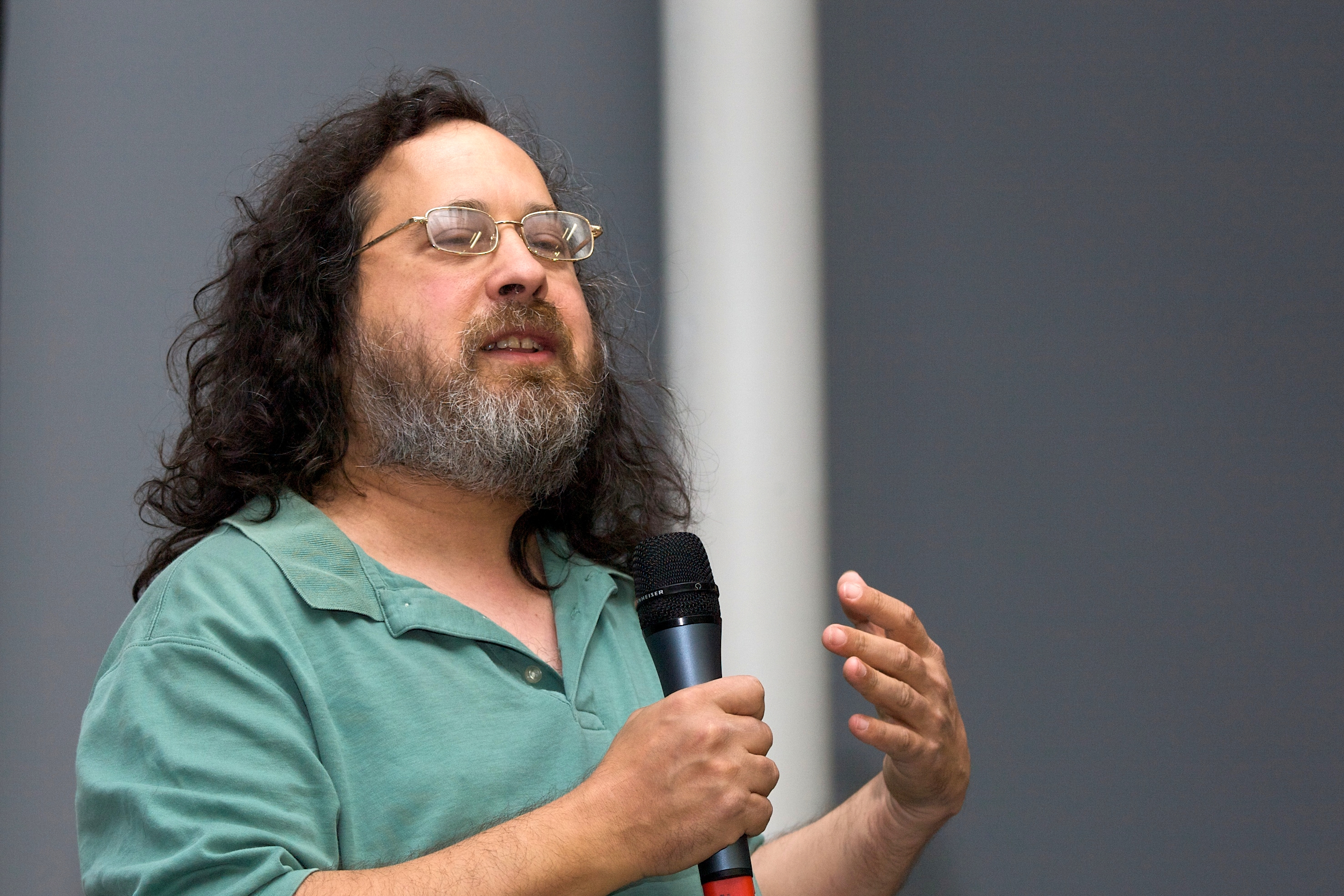
Stallman pronunciant un discurs sobre Free Software and Your Freedom a la biennal du design de Saint-Étienne (2008)

L'agost de 2006, en les seves reunions amb el govern de l'estat indi de Kerala, va convèncer els funcionaris perquè descartessin el programari propietari, com el de Microsoft, a les escoles públiques. Això va donar lloc a una decisió històrica de canviar tots els ordinadors de les escoles de 12.500 escoles secundàries de Windows a un sistema operatiu de programari lliure.
Després de reunions personals, Stallman va tenir declaracions positives sobre el moviment del programari lliure del llavors president de l'Índia, A. P. J. Abdul Kalam, la candidata presidencial francesa de 2007 Ségolène Royal, i el president de l'Equador Rafael Correa.
Stallman ha participat en protestes sobre patents de programari, gestió de drets digitals,  i programari propietari.
Protestant contra el programari propietari l'abril de 2006, Stallman va portar un cartell No compreu a ATI, enemic de la vostra llibertat en una xerrada impartida per un arquitecte compilador d'ATI a l'edifici on treballava Stallman, i va resultar que van trucar la policia. Des d'aleshores, AMD ha adquirit ATI i ha pres mesures perquè la seva documentació de maquinari estigui disponible per a la comunitat de programari lliure.

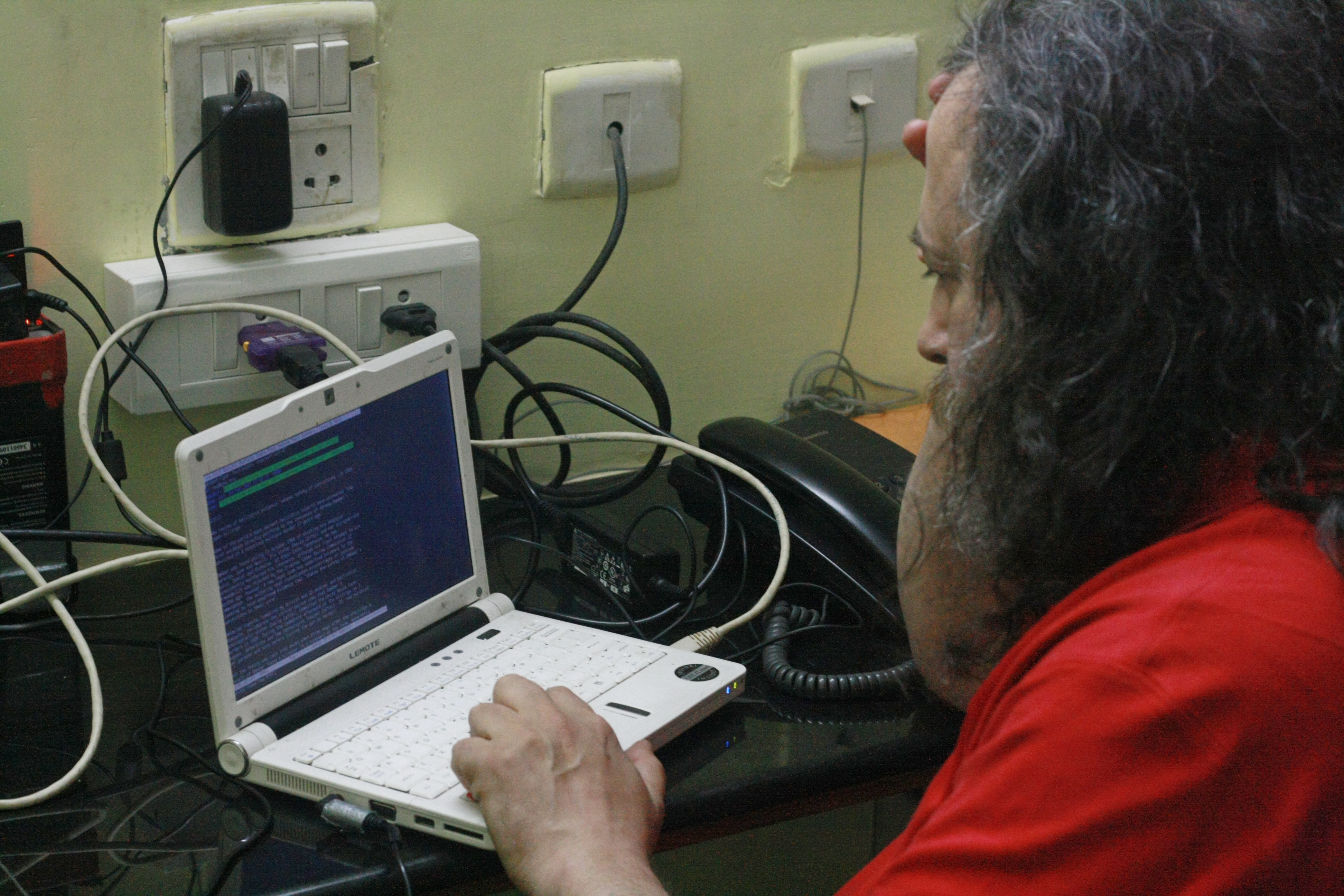
Stallman utilitzant la seva màquina Lemote a l'Institut Indi de Tecnologia de Madras, Chennai

Stallman ha caracteritzat Steve Jobs per tenir una influència maligna en la informàtica a causa del lideratge de Jobs a l'hora de guiar Apple per produir plataformes tancades. Segons Stallman, mentre Jobs estava a NeXT, Jobs li va preguntar a Stallman si podia distribuir un GCC modificat en dues parts, una part sota GPL i l'altra part, un preprocessador Objective-C sota una llicència propietat. Stallman va pensar inicialment que això seria legal, però com que també va pensar que seria molt indesitjable per al programari lliure, va demanar assessorament a un advocat. La resposta que va rebre va ser que els jutges considerarien aquests esquemes com a subterfugis i serien molt durs amb ells, i un jutge preguntaria si era realment un programa, en lloc de com s'etiquetaven les peces. Per tant, Stallman va enviar un missatge a Jobs on va dir que creien que la GPL no permetia el pla de Jobs, cosa que va provocar que NeXT alliberés el front end Objective-C sota GPL.
Durant un període de temps, Stallman va utilitzar un quadern del programa One Laptop per Child. L'ordinador de Stallman és un ThinkPad X200 renovat amb Libreboot (un reemplaçament gratuït de la BIOS) i Trisquel GNU/Linux. Abans del ThinkPad X200, Stallman utilitzava un Thinkpad T400s amb Libreboot i Trisquel GNU/Linux. I abans del T400s, Stallman utilitzava un ThinkPad X60, i encara més enrere, un netbook Lemote Yeeloong (utilitzant el processador Loongson de la mateixa empresa) que va triar perquè, com el X200, el X60 i el T400s, podia funcionar amb programari lliure a nivell de BIOS, afirmant que «la llibertat és la meva prioritat, ja que no és la meva prioritat  cedir aquesta llibertat pel bé d'un ordinador més còmode». El Lemote de Stallman li van robar el 2012 mentre estava a l'Argentina. Abans de Trisquel, Stallman va utilitzar el sistema operatiu gNewSense.

### Reducció de drets d'autor
Stallman ha donat regularment una xerrada titulada Copyright vs. Community on repassa l'estat de la gestió de drets digitals (DRM) i anomena molts dels productes i corporacions que boicoteja. El seu enfocament a DRM es resumeix millor amb la campanya FSF Defective by Design. En les converses, fa propostes per a un copyright reduït i suggereix un límit de 10 anys als drets d'autor. Suggereix que, en lloc de restriccions a l'ús compartit, els autors siguin recolzats mitjançant un impost, amb ingressos distribuïts entre ells en funció de les arrels cúbiques de la seva popularitat per assegurar-se que les no-estrelles bastant reeixides rebin una quota més gran que ara (compareu amb el Cànon digital que s'associa amb els defensors de drets d'autor forts) o un sistema de micropagament anònim pràctic perquè les persones donin suport directament als autors. Indica que cap forma de compartició no comercial de còpies s'ha de considerar una violació dels drets d'autor.  Ha advocat per la desobediència civil en un comentari a la Llei d'Economia Sostenible.
Segons els informes, s'ha negat a autografiar qualsevol cosa que porti el símbol '©', d'acord amb les seves opinions.
Stallman ha ajudat i donat suport a l’International Music Score Library Project a tornar a estar en línia, després que s'hagués retirat el 19 d'octubre de 2007, després d'una carta de cessament i desistiment d’Universal Edition.

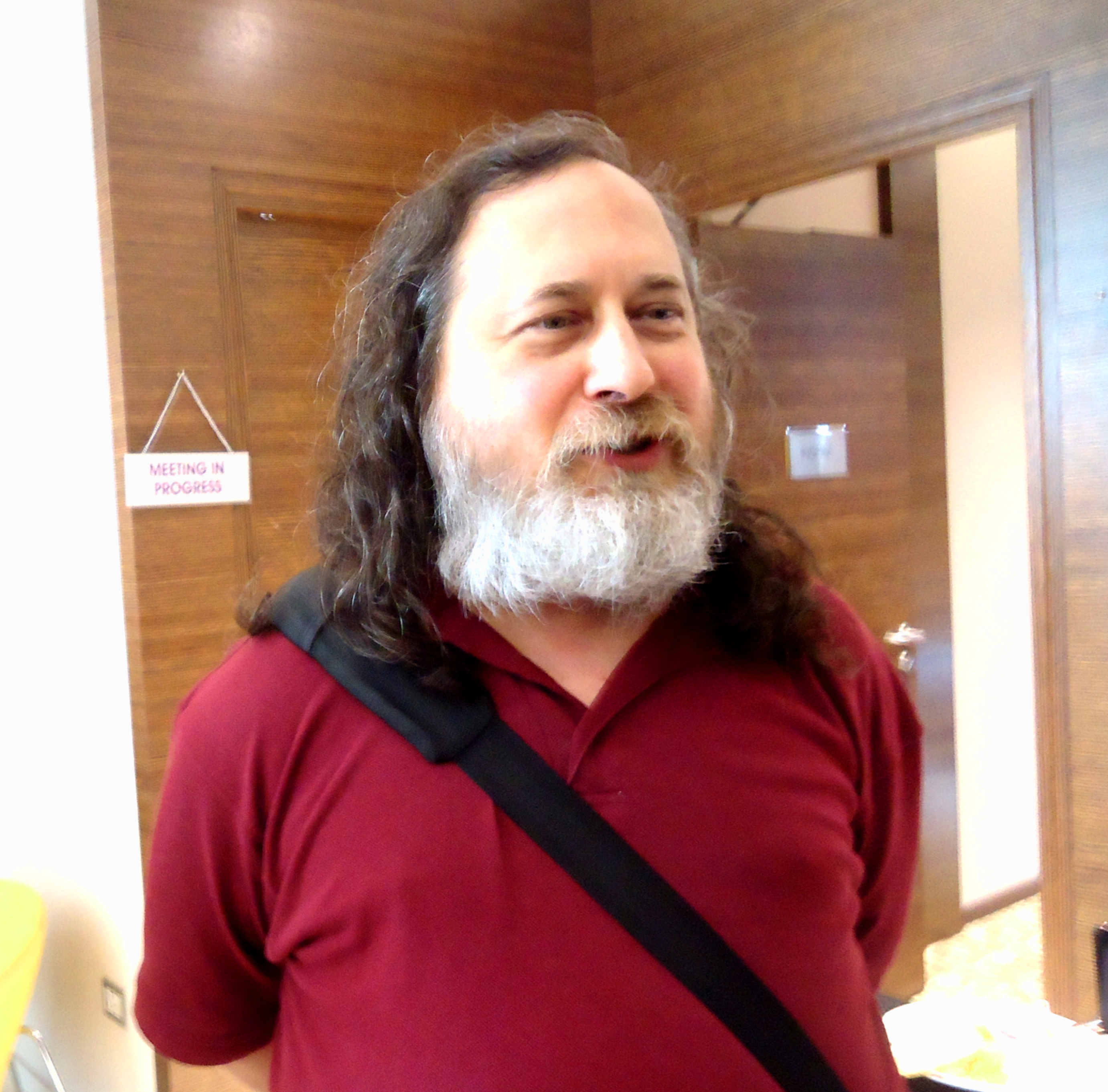
Stallman a Swatantra 2014, una conferència organitzada per ICFOSS a Kerala, Índia

Stallman esmenta els perills que comporten alguns llibres electrònics en comparació amb els llibres en paper, amb l'exemple del lector electrònic Amazon Kindle que impedeix la còpia de llibres electrònics i permet a Amazon ordenar l'eliminació automàtica d'un llibre. Diu que aquests llibres electrònics representen un gran pas enrere respecte als llibres en paper, ja que són menys fàcils d'utilitzar, copiar, prestar a altres o vendre, i també esmenta que els llibres electrònics d'Amazon no es poden comprar de manera anònima. El seu conte El dret a llegir ofereix una imatge d'un futur distòpic si s'impedeix el dret a compartir llibres. S'oposa a molts dels termes dels acords de llicència d'usuari final típics que acompanyen els llibres electrònics. Desaconsella l'ús de diverses tecnologies d'emmagatzematge com ara discs de vídeo DVD o Blu-ray perquè el contingut d'aquests mitjans està xifrat. Considera que l'ús del xifratge per part dels fabricants de dades no secretes (per obligar l'usuari a veure cert material promocional) és una conspiració.
Stallman va reconèixer que l’escàndol dels rootkits de protecció de còpia de Sony BMG era un acte criminal de Sony i dóna suport  a un boicot general a Sony per les seves accions legals contra George Hotz. Stallman ha suggerit que el govern dels Estats Units pot fomentar l'ús de programari com a servei perquè això els permetria accedir a les dades dels usuaris sense necessitat d'una ordre de cerca. Nega ser anarquista malgrat la seva desconfiança davant d'alguna legislació i el fet que ha advocat fermament per la privadesa dels usuaris i la seva pròpia visió de la llibertat del programari.

### Terminologies

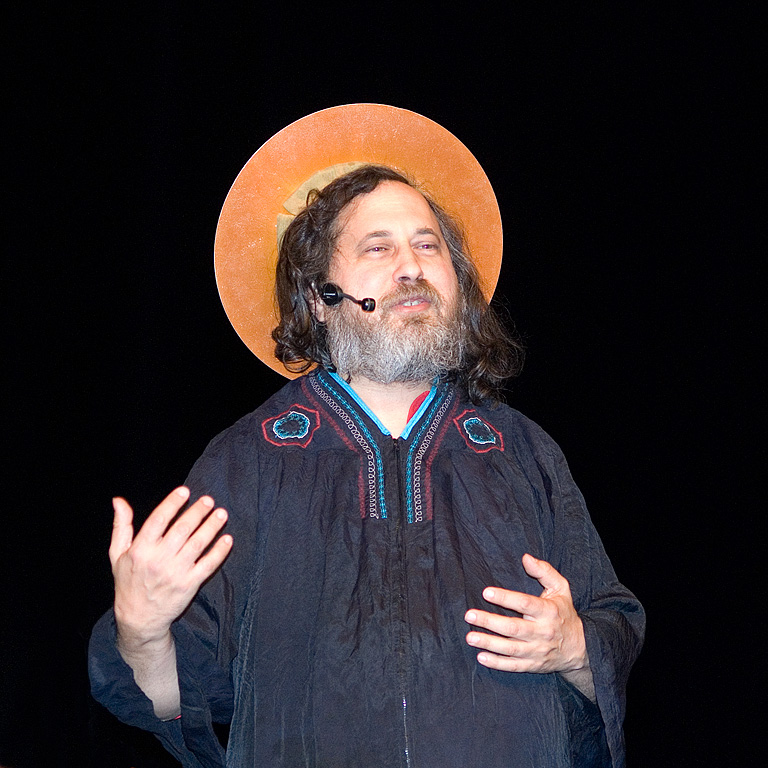
Stallman, vestit de Sant IGNUcius, amb un halo que consisteix en el plat d'un antic disc dur (Monastir, Tunísia, 2012)

Stallman dóna molta importància a les paraules i etiquetes que la gent fa servir per parlar del món, inclosa la relació entre programari i llibertat. Demana a la gent que digui programari lliure i GNU/Linux, i que eviti els termes propietat intel·lectual i pirateria (amb relació a la còpia no aprovada per l'editor). Un dels seus criteris per fer una entrevista a un periodista és que el periodista accepti utilitzar la seva terminologia al llarg de l'article.
Stallman argumenta que el terme propietat intel·lectual està dissenyat per confondre la gent i s'utilitza per evitar una discussió intel·ligent sobre les especificitats dels drets d'autor, patents, marques registrades i altres àrees del dret agrupant coses que són més diferents que semblants. També argumenta que en referir-se a aquestes lleis com a lleis de propietat, el terme esbiaixa la discussió quan es pensa com tractar aquests problemes, escrivint:
| « | Aquestes lleis es van originar per separat, van evolucionar de manera diferent, cobreixen activitats diferents, tenen normes diferents i plantegen qüestions de política pública diferents. La llei de drets d'autor va ser dissenyada per promoure l'autoria i l'art, i cobreix els detalls d'una obra d'autoria o d'art. La llei de patents tenia com a objectiu fomentar la publicació d'idees, al preu de monopolis finits sobre aquestes idees, un preu que pot valer la pena pagar en alguns camps i no en d'altres. La llei de marques no tenia com a objectiu promoure cap activitat comercial, sinó simplement permetre als compradors saber què estan comprant. | » |

#### Programari lliure i codi obert
Les seves peticions perquè la gent utilitzi determinats termes, i els seus esforços constants per convèncer la gent de la importància de la terminologia, són una font de malentesos i friccions habituals amb parts del programari lliure i les comunitats de codi obert. Després d'acceptar inicialment el concepte, Stallman rebutja un terme alternatiu comú, programari de codi obert, perquè no recorda el que Stallman veu com el valor del programari: la llibertat. Va escriure: El programari lliure és un moviment polític; el codi obert és un model de desenvolupament. Així, creu que l'ús del terme no informarà la gent dels problemes de llibertat, i no portarà a la gent a valorar i defensar la seva llibertat. Dues alternatives que Stallman accepta són el programari lliure i el programari sense restriccions, però programari lliure és el terme que demana a la gent que utilitzi en anglès. Per raons similars, defensa el terme programari propietari o programari no lliure en lloc de programari de codi tancat, quan es refereix a programari que no és programari lliure.

#### Linux i GNU
Stallman demana que el terme GNU/Linux s'utilitza per referir-se al sistema operatiu creat combinant el sistema GNU i el nucli Linux. Stallman es refereix a aquest sistema operatiu com «una variant de GNU, i el projecte GNU és el seu principal desenvolupador». Afirma que la connexió entre la filosofia del projecte GNU i el seu programari es trenca quan la gent es refereix a la combinació com a simplement Linux. A partir de l'any 2003, també va començar a utilitzar el terme GNU+Linux, la qual cosa implicaria erròniament que el nucli Linux és mantingut pel projecte GNU. El creador de Linux, Linus Torvalds, ha dit públicament que s'oposa a la modificació del nom i que el canvi de nom és la seva confusió [la FSF ] no la nostra.

### Resistència de vigilància
Stallman professa admiració per Julian Assange i Edward Snowden. Ha parlat en contra de la vigilància governamental i corporativa en moltes ocasions.
Es refereix als telèfons mòbils com a dispositius portàtils de vigilància i seguiment, negant-se a posseir un telèfon mòbil a causa de la manca de telèfons que funcionin completament amb programari lliure. També evita utilitzar una targeta clau per entrar al seu edifici d'oficines ja que els sistemes de targetes clau fan un seguiment de cada lloc i hora en què algú entra a l'edifici mitjançant una targeta. Normalment no navega per la web directament des del seu ordinador personal. En comptes d'això, utilitza la utilitat d'grab-url-from-mail de GNU Womb, un servidor intermediari basat en correu electrònic que descarrega el contingut de la pàgina web i després l'envia per correu electrònic a l'usuari. En una entrevista del 2016, va dir que accedeix a tots els llocs web a través de Tor, excepte la Viquipèdia (que generalment no permet editar des de Tor).